# Skeppersäng
Skeppersäng este o arie protejată (arie specială de conservare — SAC, sit de importanță comunitară — SCI) din Suedia întinsă pe o suprafață de 73,6 ha, integral pe uscat.

## Localizare
Centrul sitului Skeppersäng este situat la coordonatele 57°18′36″N 17°02′59″E / 57.310097°N 17.04983°E.

## Înființare
Situl Skeppersäng a fost declarat sit de importanță comunitară în decembrie 1998 pentru a proteja 1 specie de animale. Situl a fost protejat și ca arie specială de conservare în martie 2011.

## Biodiversitate
Situată în ecoregiunea boreală, aria protejată conține 7 habitate naturale: Păduri caducifoliate de mlaștină fino-scandinave, Taiga vestică, Vegetație psamofilă uscată cu pășuni deschise de Corynephorus și Agrostis, Pajiști uscate seminaturale și facies de acoperire cu tufișuri pe substraturi calcaroase (Festuco-Brometalia) (* situri importante pentru orhidee), Fânețe de joasă altitudine (Alopecurus pratensis, Sanguisorba officinalis), Pășuni din zone de pădure fino-scandinave, Păduri caducifoliate bătrâne naturale hemiboreale fino-scandinave (Quercus, Tilia, Acer, Fraxinus sau Ulmus) bogate în specii epifite.
La baza desemnării sitului se află o specie protejată de  nevertebrate: rădașcă (Lucanus cervus).